# KAZMA SAKAMOTO
KAZMA SAKAMOTO（カズマ・サカモト、1982年10月1日 - ）は、日本の男性プロレスラー。東京都町田市出身。血液型A型。

## 略歴

### KAIENTAI DOJO
2003年
- 5月3日、KAIENTAI DOJO千葉Blue Field大会でKAZMAとしてTAKAみちのくとタッグを組み、対十島くにお&石坂鉄平戦でデビュー。

2004年
- 3月1日、WJプロレス旗揚げ1周年記念大会メインイベントにTAKAみちのくとのタッグで出場、長州力&藤原喜明と対戦し注目された。

2005年
- 1月、296が率いる勤王党の一員となった。「KAIENTAI DOJOという名のタッグリーグ戦」では真霜拳號とタッグを組んで出場し優勝、初代STRONGEST-K TAG王座が与えられた。
- 2リーグ制導入により勤王党はGET所属となる。
- 12月29日、真霜拳號とのタッグでビッグマウス・ラウドに参戦、石川雄規&伊藤博之と戦い勝利した。

2006年
- 負傷により長期欠場していたが8月13日に復帰。296より勤王党党首の座を託された。
- 11月14日、GPWA興行に出場。

2007年
- プロレスリング・ノアにTAKAみちのくと共に参戦[1]。TAKA、ブキャナン、ディーロ・ブラウンとともに新生RO&Dを結成。
- 5月6日、第3回ディファカップでROHヘビー級王者森嶋猛に挑戦するも敗北。

2009年
- GWSP後、真霜拳號、梶ヤマトと共に、MONSTER Plantを結成する。
- 10月18日、TAKAみちのくを破り第9代CHAMPION OF STRONGEST-K王者となる。

2010年
- 8月15日、火野裕士に敗北。CHAMPION OF STRONGEST-K王座崩落。
- 8月21日、CLUB-K3000のインフォメーションコーナーに突如現れ、「これから世界のプロレスに挑戦する為、暫くKAIENTAI DOJOを離れる。また戻ってきたときに大暴れしてやるから楽しみにしとけ。」と発表した。今後は団体所属のまま、無期限の欠場となることが団体側から発表された。

### WWE
2011年
- 10月、同団体に所属する滝澤大志と共にWWE傘下のFCWに参戦し、リングネームをサカモトに改名。

2012年
- 2月28日、WWEとディベロップメント契約。引き続きFCWからの昇格を目指す。
- 4月、テンサイのマネージャー（番組内ではテンサイの弟子とされている）としてRAWに登場。ディベロップメント契約から約2ヶ月という異例の早さでの一軍デビューとなった。
- 8月、テンサイのマネージャーから降ろされ、出番がなくなりNXTに降格となった。

2013年
- NXTではジョバーとしての出場が中心となり、5月16日のショーにてブライリー・ピアースと試合したが、コナー・オブライエンに乱入される。その後、ピアースと組んでのハンディーキャップマッチに挑むが惨敗。5月23日の放送となるNXT王座挑戦者決定戦のバトルロイヤルを最後にWWEから解雇となった。

### フリー
2013年
- 6月9日、プロレスリングZERO1後楽園ホール大会に火祭り参戦をアピールするために登場。
- 6月14日、リングネームをKAZMA SAKAMOTOに改名。
- 7月より開催された火祭りに出場したが、勝ち点3で予選落ちとなった。
- 火祭り後、古巣であるKAIENTAI DOJOに定期参戦。ZERO1にも継続参戦。

### WRESTLE-1
2013年
- 2013年9月21日、WRESTLE-1にて河野真幸の相棒として登場。TAJIRI&グレート・ムタというトップレスラータッグを相手にするが敗戦した。

2015年
- 6月、契約更改でWRESTLE-1へ正式入団。

### フリー
2016年
- 8月31日、海外でもう1度試合をしたいという旨の相談を受けたことからWRESTLE-1を退団。海外や日本でフリーとして活動。

2017年
- 3月12日、プロレスリング・ノア横浜文化体育館大会に参戦。インパクト・レスリングのムースと組み、丸藤正道と武藤敬司のタッグチームと対戦[2]。

2018年
- 9月24日、DRAGON GATE大田区総合体育館大会にて、ヒールユニット「R.E.D」のメンバーとして参戦。
- 12月23日、DRAGON GATE福岡国際センター大会にて、Kzy&横須賀ススム&堀口元気が保持するオープン・ザ・トライアングル・ゲート王座に神田裕之&吉田隆司と挑戦し勝利。第64代王者となる。

2019年
- 5月4日、杉浦貴とタッグを組んで出場したノアのGLOBAL TAG LEAGUEに優勝。

2021年
- 8月4日、GLEAT新宿大会に参戦し、渡辺壮馬を襲撃し、シングルマッチを要求した。
- 11月18日、GLEAT Youtube配信大会でBULK ORCHESTRAに加入[3]。

2022年
- 10月17日、腰痛による緊急入院のため欠場を発表[4]。

### GLEAT
2023年
- 3月15日付けで、GLEAT入団を発表。

## 得意技

### フィニッシュ・ホールド
真・虎王亜型
相手の左腕をハンマーロックで捕らえた状態で前傾姿勢にし、右サイドから側頭部に狙って右膝蹴りを叩き込む。相手の右腕も左腕のクラッチに引っ掛けているため、完全に無防備な状態の頭部を撃ち抜く。
ダイビングフットスタンプ（旧：Harakiri）
ハーフ・パッケージ・パイルドライバー
変形パッケージパイルドライバー。
2020年現在のフィニッシュ・ホールド。
リストクラッチ式パッケージパイルドライバー
前屈みになった相手の頭を自身の股の間に正面から挟み込み、相手の両脇にリバース・フルネルソンの体勢で自身の両腕を差し込み、外腿の方から相手の右腿の裏に自身の左腕を左腿の裏にクラッチして相手の体を垂直になるまで持ち上げて体を軽く旋回させながら尻餅をつき、相手の頭をマット打ちつける。
FAT
KAZMA SAKAMOTOのオリジナル技。リバースDDTのクラッチから相手の体を持ち上げて肩に担ぎ、エメラルド・フロウジョンのように落とす。

### 打撃技
エルボー
エルボー・スタンプ
バックエルボー
逆水平チョップ
チョップ・スマッシュ
張り手
ナックル・パンチ
地獄突き
クローズライン
E-Zパンク
CMパンクのオリジナル技。E-Zパンクの技名でKAZMAが使用する。
相手の左腕をハンマーロックに極め、相手の右腕を自分の首の後ろに引っかける。そこから自ら左方向に体をひねりながら右腕を振りぬき、相手ののど下にラリアットを叩き込む。
AXボンバー
トラースキック

### 投げ技
ババンギダ
みちのくドライバーII
チョークスラム
KAZMAX

### 絞め技
KAZLOCK
アナコンダ・バイスと同じ技。

## 入場曲
- 初代 : Erill Bunch（T.A.Factory） ※キングレコード「KAIENTAI DOJO」に収録
- 2代目 : FIENDISH（YOSHIAKI YAGO） ※キングレコード「KAIENTAI DOJO 2」に収録

## タイトル歴
KAIENTAI DOJO
- CHAMPION OF STRONGEST-K王座（第9代）
- STRONGEST-K TAG王座（初代）（パートナーは真霜拳號）
- UWA&UWFインターコンチネンタルタッグ王座（第15代）（パートナーは真霜拳號）
- KAIENTAI DOJOという名のタッグリーグ戦優勝（2005年）（パートナーは真霜拳號）
- K-AWARD（年間最高試合賞シングルマッチ部門、年間最高試合賞タッグマッチ部門）

WRESTLE-1
- WRESTLE-1タッグチャンピオンシップ（第4代）（パートナーは火野裕士）
- UWA世界6人タッグ王座（第48代）（パートナーは土肥孝司、NOSAWA論外）

DRAGON GATE
- オープン・ザ・ツインゲート統一タッグ王座（第48代、第52代）（パートナーはB×Bハルク、石田凱士）
- オープン・ザ・トライアングルゲート王座（第64代、第69代）（パートナーは神田裕之、吉田隆司→吉田隆司、ディアマンテ）

プロレスリング・ノア
- GHCタッグ王座（第50代、パートナーは杉浦貴）
- GLOBAL TAG LEAGUE優勝（2019年）（パートナーは杉浦貴）

GLEAT
- G-INFINITY王座（初代）（パートナーは河上隆一）